# Caldelà
La caldelà ou caldelana est une race bovine originaire d'Espagne, dans la région de Galice.

## Origine

### Géographique
Son nom vient de la commune de Castro Caldelas, dans la Province d'Ourense en Galice.

### Historique
La caldelà présente des ressemblances avec les animaux du rameau cantabrique et du rameau ibérique. 
C'est une race autochtone ancienne, mais qui ne doit son existence légale que depuis 1990 avec l'ouverture d'un registre généalogique bovin ou herd-book. Les effectifs autour d'une centaine d'individus en 2000, sont remontés à 1 500 animaux en 2011. Elle est inscrite dans le groupe des races en danger de disparition.
En 2014, le nombre d'animaux est en légère régression. 809 animaux sont inscrits dans le registres et 143 mâles et 188 femelles ont été admis dans ce registre. Le nombre moyen de bovins est de 27 par élevage. 75 % des animaux sont élevés dans un rayon de cinquante kilomètres et 100 % en Galice. En France, des spécialistes comme Philippe J. Dubois considèrent qu'une répartition géographique limitée est un critère de danger supplémentaire en cas d'accident : épizootie, accident climatique, géologique...

## Morphologie
Elle porte une robe noire uniforme à l'exception d'un halo gris argenté autour du mufle et de la ligne dorsale rougeâtre.
C'est une race de grande taille. La vache mesure 132 cm pour 500 kg et le taureau 140 cm pour 750 kg.

## Aptitudes
C'est une ancienne race à double rôle, animal de trait et boucher. Elle a été considérée comme la meilleure race de travail en Galice. Ce rôle a été éliminé par la mécanisation de l'agriculture espagnole, mais ce passé de proximité avec l'homme en fait un animal docile et calme, facile à manipuler.
Ce n'est pas une race bouchère au sens productif, mais un bon moyen de mettre en valeur un territoire où les caractéristiques pédo-climatiques ne sont pas favorables aux races productives. Le mode d'élevage est soit traditionnel avec stabulation en hiver et pâturage en plein air l'été, soit extensif avec élevage en plein air intégral toute l'année. Dans les deux cas, à l'alimentation d'herbe broutée sur pied, les éleveurs complètent les animaux de foin et céréales en période moins favorable.

## Sources